# The Death of Michael Grady
The Death of Michael Grady è un cortometraggio muto del 1910. Il nome del regista non viene riportato nei credit del film.

## Trama
Mike torna a casa lamentandosi ad alta voce come se stesse per morire. I vicini commentano l'un l'altro, convinti che il male che lo ha preso lo porterà alla morte. Lui, appena a casa, viene accolto dalla moglie che gli fa bere un bicchierone di whisky e lo infila a letto, mentre lei si mette a preparare uno stufato irlandese. Alla bisogna, servono molte cipolle che la fanno lagrimare abbondantemente. I vicini, preoccupati per le condizioni di Mike, mandano una piccola delegazione a investigare: i due designati entrano in casa e, vedendo la moglie in lacrime che si sfrega senza sosta gli occhi con il grembiule, giungono alla conclusione che il marito sia morto. Senza por indugio, tornano indietro, annunciando la ferale notizia al vicinato che si mette in movimento, cominciando ad organizzare l'imminente funerale. Mike, intanto, si è addormentato nel suo letto. La moglie, visto che lui dorme tranquillamente, esce per le sue commissioni. La casa rimane incustodita e così, quando arriva l'impresario delle pompe funebri, questi mette un crespo nero alla porta mentre gli amici invadono il salotto per la veglia funebre. La donna, ritornata dal suo giro di compere, scopre il segno di lutto sull'ingresso e crede che, durante la sua assenza, il marito abbia avuto una ricaduta e che sia morto. In casa, viene accolta dai vicini che le fanno le loro condoglianze. Tutto quel gemere e quei lamenti svegliano Mike che, in camicia da notte, si affaccia in salotto per vedere cosa stia succedendo. La sua apparizione spaventa gli astanti che, credendolo un fantasma, fuggono dalla stanza. La moglie si rende conto che quello è suo marito e gli si getta tra le braccia, felice di riaverlo vivo. A uno a uno, tutti gli altri tornano indietro, congratulandosi con lui perché non è un cadavere e con lei perché non è più una vedova.

## Produzione
Il film fu prodotto dalla Vitagraph Company of America.

## Distribuzione
Distribuito dalla General Film Company, il film - un cortometraggio in una bobina - uscì nelle sale cinematografiche statunitensi il 9 agosto 1910.